# Ongea Ndriki
Ongea Ndriki är en ö i Fiji.   Den ligger i divisionen Östra divisionen, i den västra delen av landet, 400 km väster om huvudstaden Suva.